# Stefano Maderno
Stefano Maderno, o Maderni (Capolago, 1576 – Roma, 17 settembre 1636), è stato uno scultore italiano nato, per alcuni, nell'odierno Canton Ticino (Svizzera), mentre per altri sarebbe nato a Palestrina, come indicato nell'atto di morte.

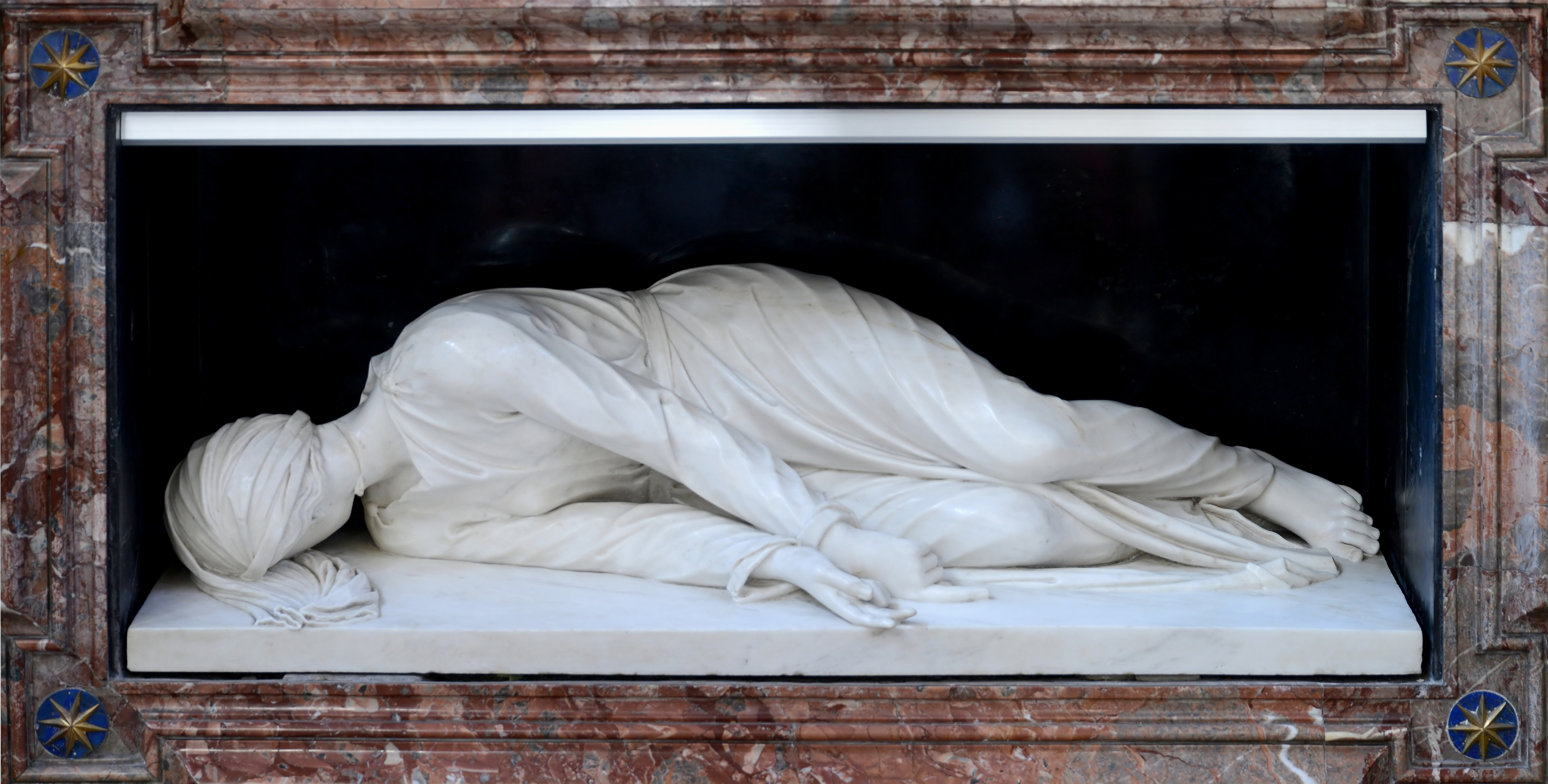
Santa Cecilia in Trastevere

Viene ricordato come fratello minore dell'architetto Carlo Maderno, anche se l'eventuale nascita a Palestrina farebbe propendere per l'assenza di parentela tra i due. 

## Biografia
Maderno scolpì numerose sculture rifacendosi in parte a canoni antichi e la sua produzione è considerata di transizione tra il manierismo e il barocco.
Il suo capolavoro è la figura in marmo bianco, su sfondo di marmo nero, di Santa Cecilia martire, ritratta nella posizione in cui la lascia il carnefice dopo averla colpita tre volte sul collo senza riuscire a decapitarla, secondo la Legenda aurea di Jacopo da Varagine. Sul collo si vedono i tre tagli da cui esce qualche goccia di sangue. Secondo una tradizione, la statua riprodurrebbe la posizione esatta in cui sarebbe stato trovato il corpo della santa durante gli scavi di restauro intrapresi nella basilica di Santa Cecilia in Trastevere nel 1599, quando sotto l'altare, dove sono conservati ancora oggi, furono rinvenuti dei sarcofagi, uno dei quali si ritenne contenesse le spoglie della santa.
Altre sculture di Stefano Maderno sono: 
- un angelo adorante nella basilica di San Giovanni in Laterano;
- due angeli nella basilica di Santa Maria sopra Minerva sopra il sacello di papa Clemente VIII;
- altre numerose statuette in terracotta (bozzetti) di soggetto mitologico, tra cui Neottolemo e Astianatte nella Galleria Giorgio Franchetti alla Ca' d'Oro.